# Орленськ
Орленськ (трансліт.: Arliensk; біл. Арленск; рос. Орленск) — селище в Гомельському районі Гомельської області Білорусі. Входить до складу Терешковицької сільської ради.

## Населення

### Чисельність
- 2004 — 14 жителів.